# Medal of Honor (videohra, 1999)
Medal of Honor je první díl ze série videoher Medal of Honor vydaný v listopadu 1999 pro konzoli PlayStation. V červnu 2009 byl vydán ke stažení na online službě PlayStation Network pro majitele konzolí PlayStation 3. Příběh pro hru napsal režisér Steven Spielberg.

## Příběh
Hráč přebírá roli fiktivního vojáka, poručíka Jimmyho Pattersona, který se přidal k vojenské službě OSS. Hra se odehrává skoro na konci druhé světové války (1944–1945). Úkol hry je plnění misí, ničení nepřátelských pozic a zabíjení nacistických vojáků. Hra také obsahuje hru dvou hráčů proti sobě, obrazovka se rozdělí do splitscreenu a hraje se na několika dostupných mapách. Hráči také mohou odemknout tajné postavy po dohrání hry nebo zadání cheatů.

## Vývoj
Michael Giacchino vysvětloval, že ve hře hlavní postava Jimmy Patterson reprezentovala dvě odlišné věci. Hlavní téma hry a jeho téma v osobním životě, kde se musel střetávat s tvrdými momenty. Hru napsal a ztvárnil Peter Hirschmann, jako vojenský poradce sloužil Dale Dye.

## Hodnocení
Medal of Honor v recenzích dostal velmi dobré hodnocení, nejlepší hodnocení bylo uděleno na webu Metacritic, činilo 92/100. Hra byla vyzdvihována za příběh, grafiku, umělou inteligenci nepřátel, design misí a i soundtrack. Herní web IGN dal hru na 21. místo z žebříčku Nejlepší hry doby pro konzoli PlayStation.